# Сан-Джованни-ла-Пунта
Сан-Джованни-ла-Пунта (итал. San Giovanni la Punta) — коммуна в Италии, располагается в регионе Сицилия, подчиняется административному центру Катания.
Население составляет 22 490 человека, плотность населения составляет 2249 чел./км². Занимает площадь 10 км². Почтовый индекс — 95037. Телефонный код — 095.
Покровителем коммуны почитается святой апостол и евангелист Иоанн Богослов. Праздник ежегодно празднуется 27 декабря.